# 関口開
関口 開（せきぐち ひらき/ひらく、1842年8月5日（天保13年6月29日）- 1884年（明治17年）4月12日）は、幕末から明治時代前期に活動した数学者である。本名は甚之丞。幼名は安次郎。旧姓は松原。

## 経歴・人物
金沢藩士だった松原信吾の長男として生まれる。後に関口家の養子となったことにより、関口姓を名乗った。その後滝川秀蔵の門人となり、また兄の松原匠作から和算を学んだ。その後戸倉伊八郎から洋算を学び、微分や積分をよくした。
後に戸倉から破門を宣告されたことにより独学でヨーロッパの数学を学び、明治維新後の1869年（明治2年）に金沢藩校を経て、廃藩置県により転勤し石川師範学校（現在の金沢大学教育学部）にて西洋数学の教鞭を執った。これによって多くの門人を育て、河合十太郎ら多くの数学者を輩出する事に貢献した。

## 著書
- 『新撰数学』- 1873年（明治6年）に出版[1][2]。原本はイーフレイム・チェンバーズの数学書を翻訳及び改訂したものだった[1]。後に5度の改訂を経て1883年（明治16年）までに総計で22万部を突破する売り上げが記録されている[1][2]。